# Kapilavastu
Kapilavastu (tiếng Việt: Ca Tỳ La Vệ; tiếng Nepal; Pali: Kapilavatthu), trước đây là Taulihawa, là một đô thị và là trung tâm hành chính của tỉnh Kapilvastu, trong khu vực Lumbini, miền nam Nepal. Nó nằm khoảng 25 kilômét (16 mi) về phía tây bắc của Lumbini, một di sản thế giới được UNESCO công nhận. Nhiều người tin rằng đây chính là nơi sinh của đức phật Gautama.
Đô thị này nằm ở độ cao khoảng 107 mét (351 ft) so với mực nước biển Ca Tỳ La Vệ nổi tiếng là nước có nhiều mỹ nhân